# Полковая улица (Москва)

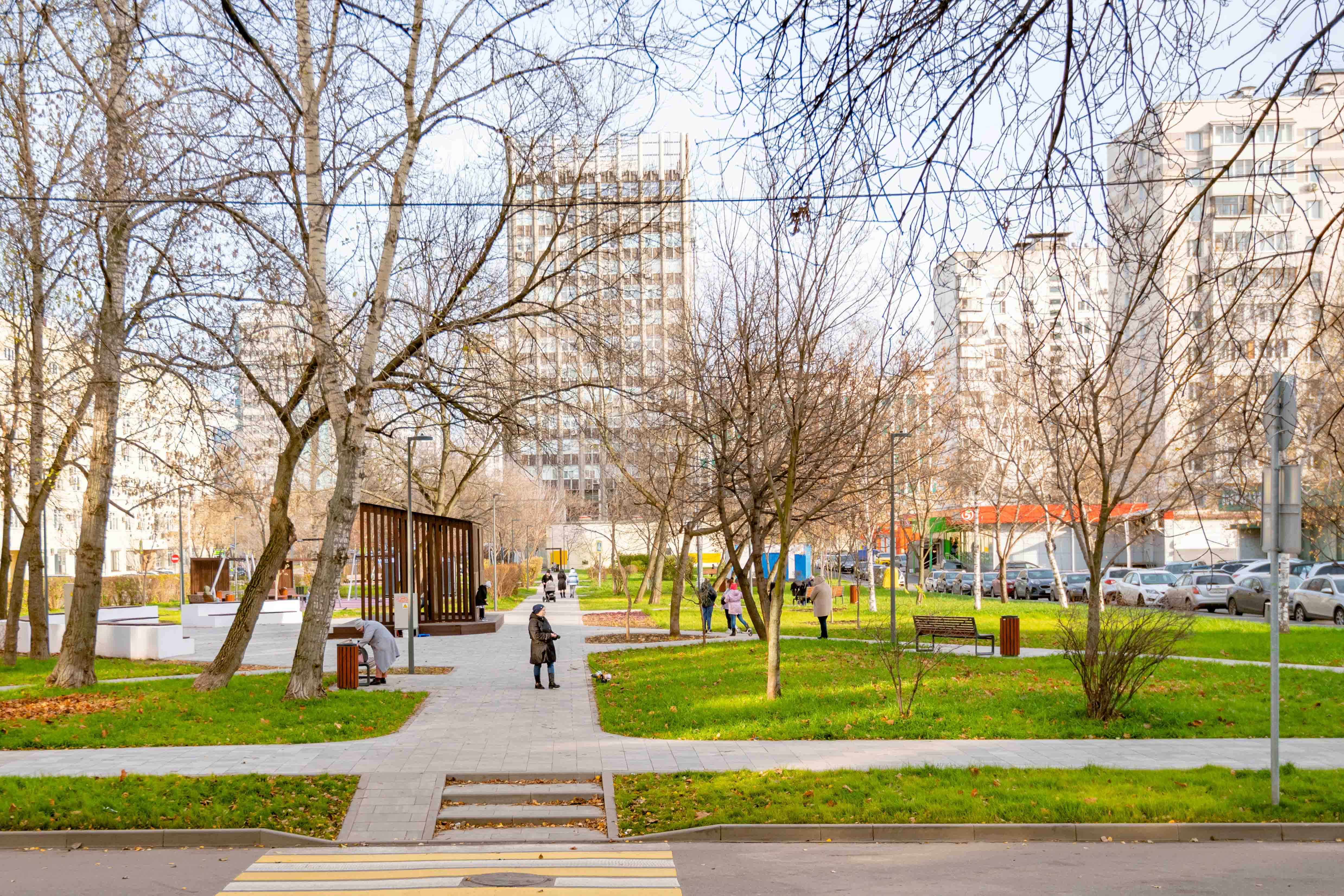
Сквер на Полковой улице

Полкова́я улица — улица на севере Москвы в районе Марьина Роща Северо-Восточного административного округа, между улицей Двинцев и 5-м проездом Марьиной Рощи. Названа в конце XIX века по расположению вблизи бывшей Бутырской слободы (XVII—XVIII века), где жили стрельцы, а затем солдаты Бутырского полка.

## Расположение
Полковая улица проходит с запада на восток параллельно Стрелецкой улице, начинается от улицы Двинцев, пересекает Новотихвинскую улицу, затем последовательно 4-й, 3-й, 2-й и 1-й Стрелецкие проезды и переходит в 5-й проезд Марьиной Рощи.
Автомобильное движение по улице — одностороннее, к улице Двинцев.

## Учреждения и организации
- Дом 1, строение 1 — Гизеке и Девриент технология;
- Дом 3: комплекс строений бывшей мебельной фабрики «Москва», ныне превращённой в офисный центр:
  - Дом 3, строение 1 — Издательский дом «Sanoma Independent Media»; журналы: «Агробизнес», «Домашний очаг», «Популярная механика», «Cosmopolitan», «Cosmopolitan Beauty», «Cosmopolitan Shopping», «Магия Cosmo», «Men’s Health», «Robb Report», «Esquire», «Seasons», «Yes!», «Harper’s Bazaar», «Недвижимость. Жилой фонд», «Yoga Journal», «Новый садовод и фермер», «Оранжевый апельсин», «Вкусно и полезно», «Harvard Business Review Россия», «SmartMoney», «Арбат Престиж»; газеты: «Ведомости», «На Рублевке», «The Moscow Times»;
  - Дом 3, строение 2 — Гипродревпром; СМУ № 5 Мосметростроя; типография «Имедженси Принт»;
  - Дом 3, строение 3 — Телкомкомплект; Интернет Фабрика; полиграфическое предприятие «Public Totem»; компания «Стэп Лоджик»;
  - Дом 3, строение 4 — издательский дом «Бурда»; журналы: «Burda», «Verena», «Судоку», «Анна», «Даша», «ТВ7», «Мой прекрасный сад», «Разгадай», «Цветы в доме», «Мой уютный дом», «Girl», «Quattroruote», «Вот так!», «Отдохни!», «Лиза. Гороскоп», «Playboy», «Chip», «Oops!», «Joy», «Мой ребёнок», «Приятного аппетита!», «Автомир», «Добрые советы», «Mini»;
  - Дом 3, строение 6 — издательский дом «Имидж-Медиа»;
  - Дом 3, строение 14 — «Диасофт»;
  - Дом 3/4 — Техноинжпромстрой; Миргор-1; Сантехоборудование;
- Дом 13 — отделение связи № 185-И-127185 (недоставочное)
- Дом 13, строение 8 — Театральные мастерские Российского государственного театра Сатирикон им. Аркадия Райкина.
- Дом 14, корпус 1 — Многоуровневая парковка. Весь нулевой этаж занимает «Престиж Авто»
- Сквер вдоль Полковой улицы — располагается на участке улицы от 1-го до 4-го Стрелецкого проезда. В 2021 году сквер благоустроили по программе «Мой район»[1]. Тут есть сцена с танцполом, детские площадки с тарзанкой и лазилками, площадка с воркаутом и столы для пинг-понга.